# Institut agricole de Grangeneuve
Pour les articles homonymes, voir IAG.
L'institut agricole de Grangeneuve (IAG) est un établissement public du canton de Fribourg fondé en 1888, qui rassemble les métiers de l'agriculture, de la forêt, de l'horticulture, du lait, de l’agroalimentaire, de l’économie familiale et de l'intendance, dans la commune de Hauterive, en Suisse.
Rattaché administrativement à la Direction des institutions, de l'agriculture et des forêts de l'État de Fribourg, il est également financé par des productions propres ainsi que des subventions fédérales.

## Anciens étudiants
- Père Jérôme (1927)
- Pierre-André Page[3]
- Guy Parmelin[4]